# Muirkirk
Muirkirk (Eaglais an t-Sléibh in lingua gaelica irlandese) è una località della Scozia, situata nell'area di consiglio di Ayrshire Orientale.